# Europese kampioenschappen zwemmen 1970
De Europese kampioenschappen zwemmen 1970 werden gehouden van 5 tot en met 13 september 1970 in Barcelona, Spanje.
Het zwemprogramma werd significant uitgebreid. Zowel mannen als vrouwen namen vanaf dit jaar deel aan de 200 meter vrije slag, de 100 meter schoolslag en de 200 meter wisselslag. Daarnaast werd het onderdeel 100 meter vlinderslag toegevoegd bij de mannen en keerde de 100 meter rugslag terug, nadat dit de vorige twee zwemkampioenschappen afwezig was geweest. Bij de vrouwen werden de onderdelen 800 meter vrije slag, de 200 meter rugslag en de 200 meter vlinderslag geïntroduceerd. De Nederlander Elt Drenth was geselecteerd voor dit EK, maar besloot zich kort tevoren geheel terug te trekken uit de wedstrijdsport.

## Zwemmen

### Mannen

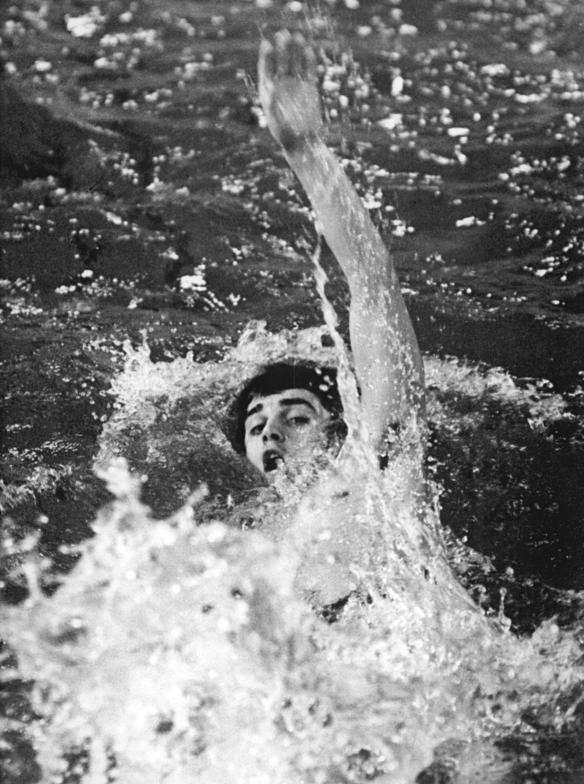
Roland Matthes (december 1970)

| Afstand:           | Goud:                                                                                 | Tijd    | Zilver:                                                                             | Tijd    | Brons:                                                                              | Tijd    |
| 100 m vrije slag   | Michel Rousseau Frankrijk                                                             | 52,9    | Roland Matthes Duitse Democratische Republiek                                       | 53,5    | Georgijs Kuļikovs Sovjet-Unie                                                       | 53,7    |
| 200 m vrije slag   | Hans Fassnacht Bondsrepubliek Duitsland                                               | 1.55,2  | Gunnar Larsson Zweden                                                               | 1.55,7  | Georgijs Kuļikovs Sovjet-Unie                                                       | 1.56,6  |
| 400 m vrije slag   | Gunnar Larsson Zweden                                                                 | 4.02,6  | Hans Fassnacht Bondsrepubliek Duitsland                                             | 4.03,0  | Santiago Esteva Spanje                                                              | 4.08,3  |
| 1500 m vrije slag  | Hans Fassnacht Bondsrepubliek Duitsland                                               | 16.19,9 | Werner Lampe Bondsrepubliek Duitsland                                               | 16.25,6 | Santiago Esteva Spanje                                                              | 16.35,7 |
| 100 m rugslag      | Roland Matthes Duitse Democratische Republiek                                         | 58,9    | Santiago Esteva Spanje                                                              | 59,9    | Bob Schoutsen Nederland                                                             | 1.00,4  |
| 200 m rugslag      | Roland Matthes Duitse Democratische Republiek                                         | 2.08,8  | Santiago Esteva Spanje                                                              | 2.09,7  | Volker Werner Duitse Democratische Republiek                                        | 2.11,5  |
| 100 m schoolslag   | Nikolaj Pankin Sovjet-Unie                                                            | 1.06,8  | Roger-Philippe Menu Frankrijk                                                       | 1.07,8  | Rolf Klees Bondsrepubliek Duitsland                                                 | 1.08,1  |
| 200 m schoolslag   | Klaus Katzur Duitse Democratische Republiek                                           | 2.26,0  | Nikolaj Pankin Sovjet-Unie                                                          | 2.26,1  | Walter Kusch Bondsrepubliek Duitsland                                               | 2.28,2  |
| 100 m vlinderslag  | Hans Lampe Bondsrepubliek Duitsland                                                   | 57,5    | Udo Poser Duitse Democratische Republiek                                            | 57,9    | Vladimir Nemsjilov Sovjet-Unie                                                      | 58,0    |
| 200 m vlinderslag  | Udo Poser Duitse Democratische Republiek                                              | 2.08,0  | Folkert Meeuw Bondsrepubliek Duitsland                                              | 2.08,2  | Hartmut Flöckner Duitse Democratische Republiek                                     | 2.09,6  |
| 200 m wisselslag   | Gunnar Larsson Zweden                                                                 | 2.09,3  | Matthias Pechmann Duitse Democratische Republiek                                    | 2.13,6  | Hans Ljungberg Zweden                                                               | 2.14,3  |
| 400 m wisselslag   | Gunnar Larsson Zweden                                                                 | 4.36,2  | Hans Fassnacht Bondsrepubliek Duitsland                                             | 4.36,9  | Matthias Pechmann Duitse Democratische Republiek                                    | 4.40,6  |
| 4x100 m vrije slag | Sovjet-Unie Vladimir Boere Viktor Mazanov Georgijs Kuļikovs Leonid Iljitsjov          | 3.32,3  | Bondsrepubliek Duitsland Gerhard Schiller Rainer Jacob Folkert Meeuw Hans Fassnacht | 3.34,1  | Duitse Democratische Republiek Roland Matthes Lutz Unger Frank Seebald Udo Poser    | 3.34,6  |
| 4x200 m vrije slag | Bondsrepubliek Duitsland Werner Lampe Olaf von Schilling Folkert Meeuw Hans Fassnacht | 7.49,5  | Sovjet-Unie Georgijs Kuļikovs Achmed Anarbajev Aleksandr Samsonov Vladimir Boere    | 7.52,8  | Duitse Democratische Republiek Lutz Unger Wilfried Hartung Roland Matthes Udo Poser | 7.54,5  |
| 4x100 m wisselslag | Duitse Democratische Republiek Roland Matthes Klaus Katzur Udo Poser Lutz Unger       | 3.54,4  | Frankrijk Jean-Paul Berjeau Roger-Philippe Menu Alain Mosconi Michel Rousseau       | 3.57,6  | Sovjet-Unie Viktor Krasko Nikolaj Pankin Vladimir Nemsjilov Leonid Iljitsjov        | 3.58,0  |

### Vrouwen

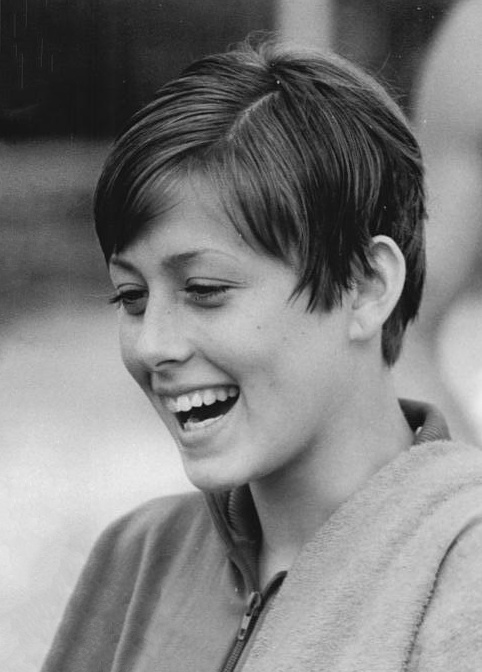
Gabriele Wetzko (april 1970)

| Afstand:           | Goud:                                                                                               | Tijd   | Zilver:                                                                                                | Tijd   | Brons:                                                                               | Tijd   |
| 100 m vrije slag   | Gabriele Wetzko Duitse Democratische Republiek                                                      | 59,6   | Mirjana Šegrt Joegoslavië                                                                              | 1.00,8 | Alexandra Jackson Verenigd Koninkrijk                                                | 1.00,8 |
| 200 m vrije slag   | Gabriele Wetzko Duitse Democratische Republiek                                                      | 2.08,2 | Mirjana Šegrt Joegoslavië                                                                              | 2.11,9 | Yvonne Nieber Duitse Democratische Republiek                                         | 2.12,8 |
| 400 m vrije slag   | Elke Sehmisch Duitse Democratische Republiek                                                        | 4.32,9 | Gunilla Jonsson Zweden                                                                                 | 4.36,8 | Karin Tülling Duitse Democratische Republiek                                         | 4.38,0 |
| 800 m vrije slag   | Karin Neugebauer Duitse Democratische Republiek                                                     | 9.29,1 | Linda de Boer Nederland                                                                                | 9.35,7 | Novella Calligaris Italië                                                            | 9.38,8 |
| 100 m rugslag      | Tinatin Lekvejisjvili Sovjet-Unie                                                                   | 1.07,8 | Andrea Gyarmati Hongarije                                                                              | 1.07,9 | Cobie Buter Nederland                                                                | 1.08,5 |
| 200 m rugslag      | Andrea Gyarmati Hongarije                                                                           | 2.25,5 | Barbara Hofmeister Duitse Democratische Republiek                                                      | 2.26,6 | Tinatin Lekvejisjvili Sovjet-Unie                                                    | 2.27,1 |
| 100 m schoolslag   | Galina Prozoemensjtsjikova Sovjet-Unie                                                              | 1.15,6 | Uta Frommater Bondsrepubliek Duitsland                                                                 | 1.16,9 | Alla Grebennikova Sovjet-Unie                                                        | 1.16,9 |
| 200 m schoolslag   | Galina Prozoemensjtsjikova Sovjet-Unie                                                              | 2.40,7 | Alla Grebennikova Sovjet-Unie                                                                          | 2.43,5 | Dorothy Harrison Verenigd Koninkrijk                                                 | 2.45,6 |
| 100 m vlinderslag  | Andrea Gyarmati Hongarije                                                                           | 1.05,0 | Helga Lindner Duitse Democratische Republiek                                                           | 1.05,6 | Edeltraud Koch Bondsrepubliek Duitsland                                              | 1.05,8 |
| 200 m vlinderslag  | Helga Lindner Duitse Democratische Republiek                                                        | 2.20,2 | Mirjana Šegrt Joegoslavië                                                                              | 2.24,5 | Evelyn Stolze Duitse Democratische Republiek                                         | 2.25,6 |
| 200 m wisselslag   | Martina Grunert Duitse Democratische Republiek                                                      | 2.26,6 | Evelyn Stolze Duitse Democratische Republiek                                                           | 2.29,3 | Shelagh Ratcliffe Verenigd Koninkrijk                                                | 2.29,6 |
| 400 m wisselslag   | Evelyn Stolze Duitse Democratische Republiek                                                        | 5.07,0 | Brigitte Schuchardt Duitse Democratische Republiek                                                     | 5.18,3 | Shelagh Ratcliffe Verenigd Koninkrijk                                                | 5.19,6 |
| 4x100 m vrije slag | Duitse Democratische Republiek Gabriele Wetzko Iris Komar Elke Sehmisch Sabine Schulze              | 4.00,8 | Hongarije Andrea Gyarmati Judit Turóczy Edit Kovács Magdolna Patóh                                     | 4.02,7 | Zweden Elisabeth Berglund Eva Andersson Anita Zarnowiecki Gunilla Jonsson            | 4.07,4 |
| 4x100 m wisselslag | Duitse Democratische Republiek Barbara Hofmeister Brigitte Schuchardt Helga Lindner Gabriele Wetzko | 4.30,1 | Sovjet-Unie Tinatin Lekvejisjvili Galina Prozoemensjtsjikova Valentina Toetajeva Tatjana Zolotnitskaja | 4.31,3 | Bondsrepubliek Duitsland Angelika Kraus Uta Frommater Heike Nagel Heidemarie Reineck | 4.33,4 |

## Schoonspringen

### Mannen
| Onderdeel: | Goud:                                         | Score  | Zilver:              | Score  | Brons:                     | Score  |
| 3 m plank  | Giorgio Cagnotto Italië                       | 555,21 | Klaus Dibiasi Italië | 534,72 | Vladimir Vasin Sovjet-Unie | 529,80 |
| 10 m toren | Lothar Matthes Duitse Democratische Republiek | 454,74 | Klaus Dibiasi Italië | 444,18 | Giorgio Cagnotto Italië    | 435,36 |

### Vrouwen
| Onderdeel: | Goud:                                       | Score  | Zilver:                                       | Score  | Brons:                                        | Score  |
| 3 m plank  | Heidi Becker Duitse Democratische Republiek | 420,63 | Marina Janicke Duitse Democratische Republiek | 407,22 | Tamara Safonova Sovjet-Unie                   | 405,60 |
| 10 m toren | Milena Duchková Tsjecho-Slowakije           | 336,33 | Marina Janicke Duitse Democratische Republiek | 329,85 | Sylvia Fiedler Duitse Democratische Republiek | 322,26 |

## Waterpolo
| Onderdeel: | Goud:       | Zilver:   | Brons:      |
| Mannen     | Sovjet-Unie | Hongarije | Joegoslavië |

## Medaillespiegel
| Plaats | Land                           | Goud | Zilver | Brons | Totaal |
| 1      | Duitse Democratische Republiek | 16   | 9      | 9     | 34     |
| 2      | Sovjet-Unie                    | 6    | 4      | 8     | 18     |
| 3      | Bondsrepubliek Duitsland       | 4    | 6      | 4     | 14     |
| 4      | Zweden                         | 3    | 2      | 2     | 7      |
| 5      | Hongarije                      | 2    | 3      | 0     | 5      |
| 6      | Italië                         | 1    | 2      | 2     | 5      |
| 7      | Frankrijk                      | 1    | 2      | 0     | 3      |
| 8      | Tsjecho-Slowakije              | 1    | 0      | 0     | 1      |
| 9      | Joegoslavië                    | 0    | 3      | 1     | 4      |
| 10     | Spanje                         | 0    | 2      | 2     | 4      |
| 11     | Nederland                      | 0    | 1      | 2     | 3      |
| 12     | Verenigd Koninkrijk            | 0    | 0      | 4     | 4      |
| Totaal | Totaal                         | 34   | 34     | 34    | 102    |